# Mercedes-Benz 260 D
Mercedes-Benz 260 D (или Mercedes-Benz W138) — первый в мире серийный легковой автомобиль с дизельным двигателем от компании Mercedes-Benz, впервые представленный в Берлинском автомобильном салоне 21 февраля 1936 года.

## История
Эксперименты с дизелями для легковых автомобилей компания Daimler-Benz начала ещё осенью 1933 года. Тогда силовым агрегатом объемом 3818 см3 и мощностью 80 лошадиных сил оснастили модель «Mannheim». Однако вибрация мотора оказалась настолько сильна, что использовать автомобиль для перевозки пассажиров оказалось невозможно. К тому же после значительного пробега по той же причине в раме «Mannheim» обнаружились трещины. Только после напряжённых исследований и практических испытаний удалось создать мотор меньшего литража и с приемлемым уровнем вибрации при работе. Этот двигатель при диаметре цилиндра 90 мм и ходе поршня, равном 100 мм, имел рабочий объем 2545 см3, а степень сжатия равнялась 20,5 единицам. При 3000 оборотах в минуту он выдавал 45 лошадиных сил. Двигатель оснастили впрысковой системой фирмы Bosch. Масса автомобиля равнялась 1530 кг.
Mercedes-Benz 260 D впервые был представлен в Берлинском автомобильном салоне 21 февраля 1936 года совместно с автомобилем Hanomag Rekord от компании Hanomag. Название модель получила в честь объёма двигателя, заводской номер которого был OM138. При колесной базе в 3050 мм автомобиль с кузовом типа пульман-лимузин имел 4,55 метра в длину и 1,63 в ширину. Кроме того строились также автомобили с кузовами типа ландо и кабриолет. Кузовом ландо оснастили лишь первые 13 машин, собранных ещё в 1935 году. Затем было собрано 55 машин для берлинских таксопарков. Главным достоинством новой модели стала экономичность. Средний расход горючего у 260D составил чуть больше 9 литров на 100 км, в то время как его бензиновый аналог потреблял на такой же дистанции 13 литров. Максимальная скорость автомобиля составляла 94 км/ч.
В 1937 году был проведён рестайлинг модели, благодаря чему она получила новую решётку радиатора, бампера и прочие модификации. Уже через год, в 1938 году двигатель OM138 получил существенную доработку — электрические свечи накала, облегчавшие запуск при низких температурах. Дизельный двигатель этой конструкции оказался настолько удачным, что его стали ставить на грузовики L-серии моделей 1100 и 1500.
До 1940 года было собрано 1967 автомобилей, однако с началом французской кампании группе Daimler-Benz пришлось полностью посвятить себя военному производству, и выпуск дизельных легковушек был прекращен вплоть до 1949 года. Один из сохранившихся экземпляров автомобиля можно увидеть в музее Mercedes-Benz в Штутгарте, Германия, второй же находится в частной коллекции владельца печатного издания «Bombay Samachar».

## Галерея

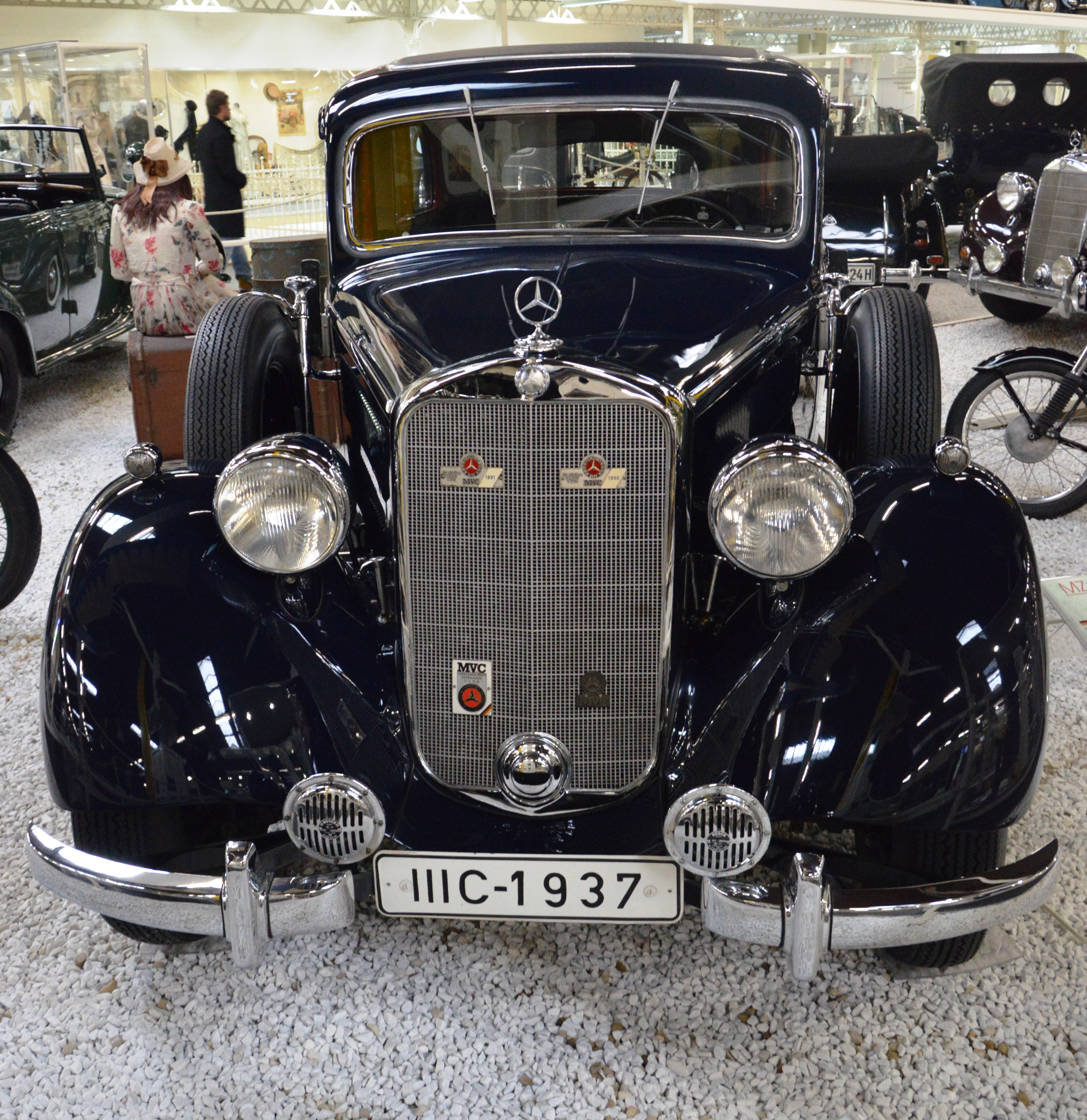
Mercedes-Benz 260 D, вид спереди
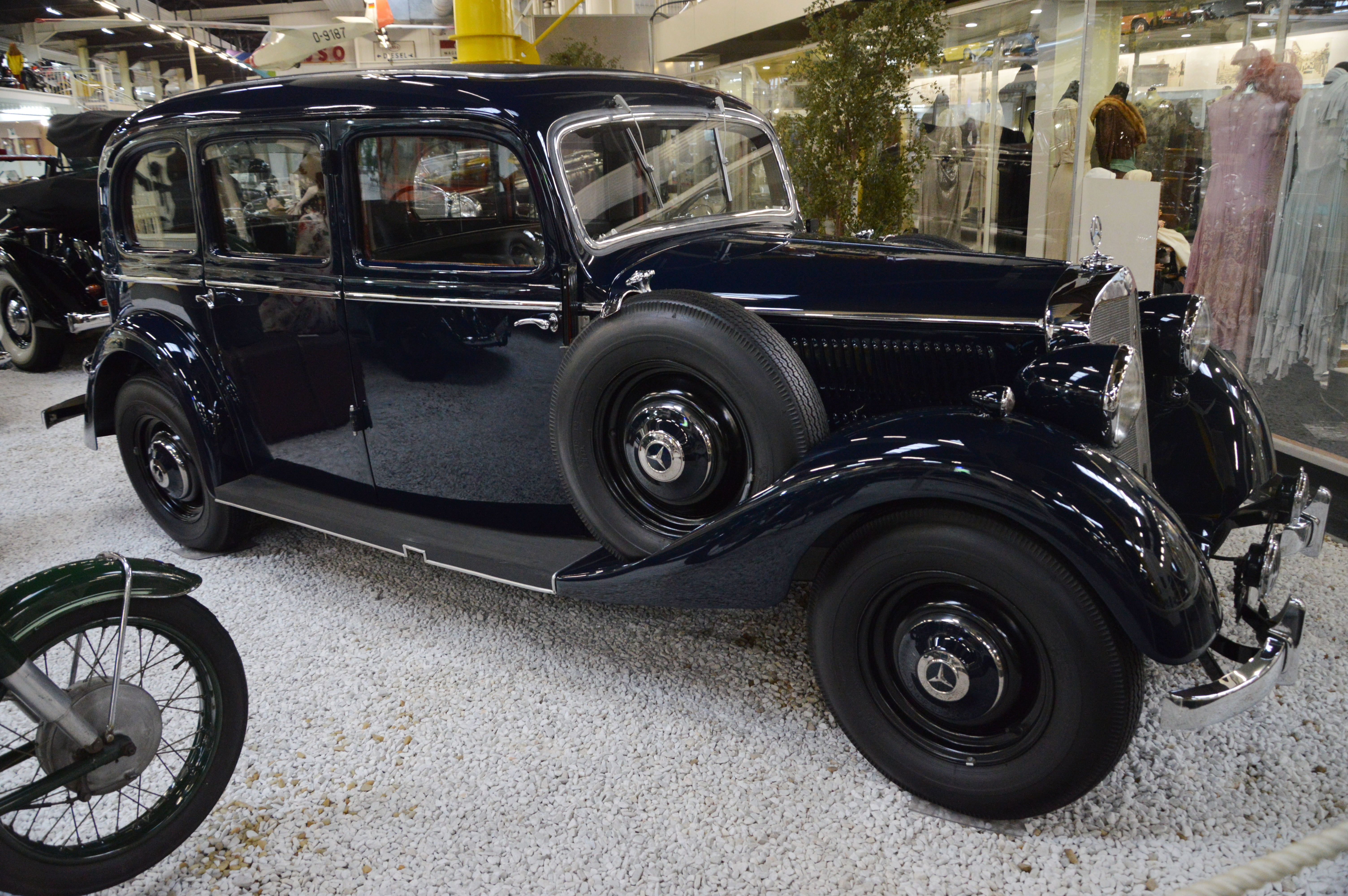
Mercedes-Benz 260 D, вид сбоку
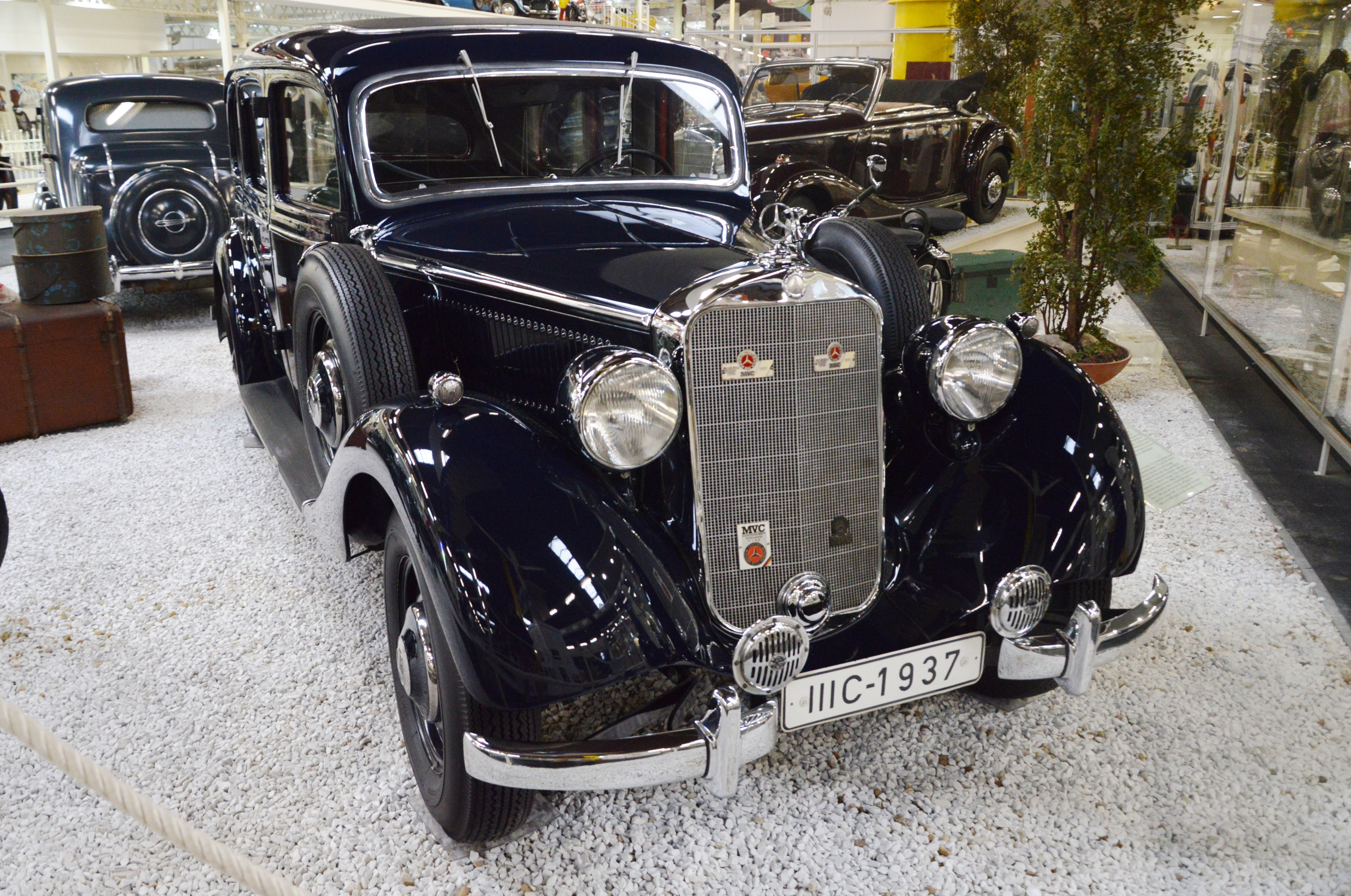
Mercedes-Benz 260 D
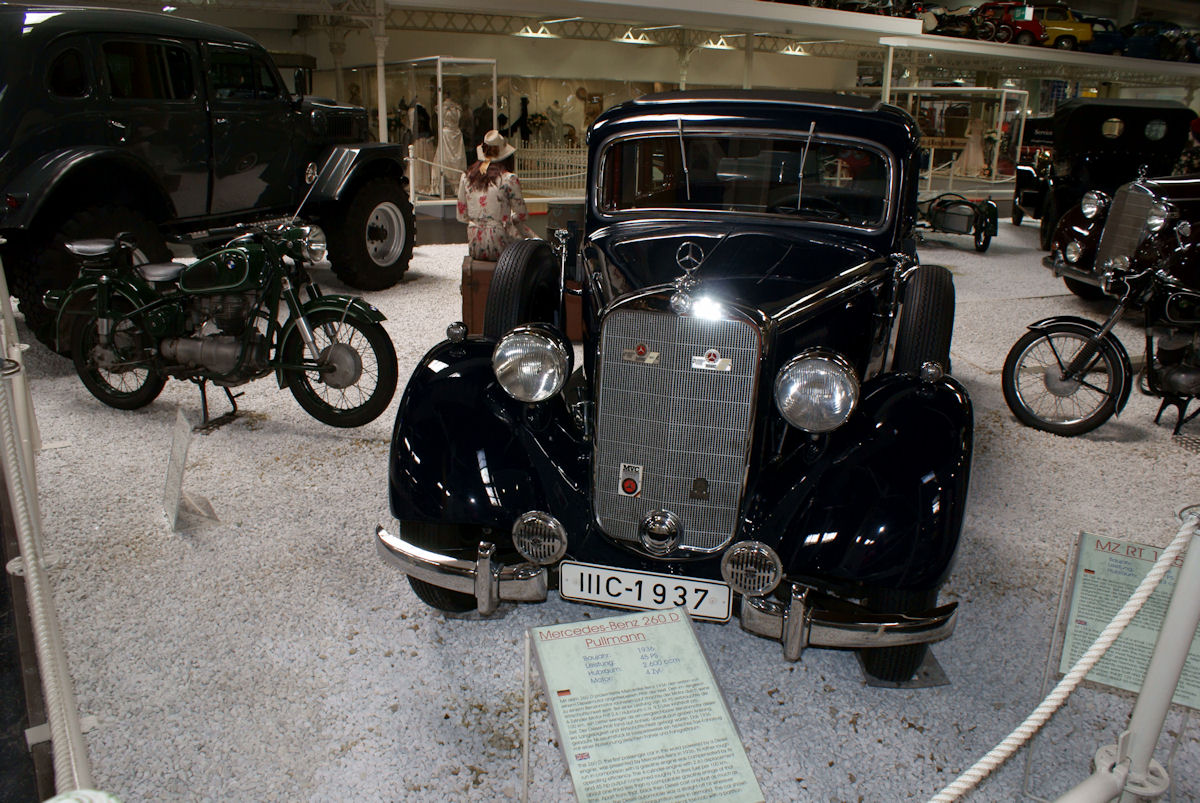
Mercedes-Benz 260 D
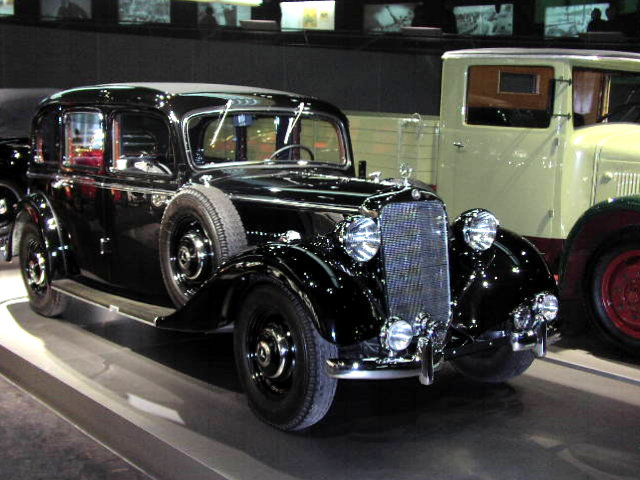
Mercedes-Benz 260 D в кузове пульман-лимузин